# Constantin Poustochkine
Constantin (Toto) Poustochkine (Kreta, 14 september 1910 – Den Haag, 1 januari 1992) was een Nederlands jazzmusicus en -criticus.
Poustochkine was de oudste zoon van de Keizerlijk Russische diplomaat Paul Poustochkine. Door de Russische Revolutie strandde de familie, zonder inkomen, in Nederland. De Poustochkine behoorden tot de Russische ongetitelde adel, zijn nooit ingelijfd in de Nederlandse adelstand.
Koningin Wilhelmina der Nederlanden was verwant aan de Romanovs. Zij had ook sympathie voor de Russische vluchtelingen. Met haar ondersteuning konden Constantin Poustochkine en zijn broer Iwan Poustochkine respectievelijk geneeskunde, gynaecologie en rechten studeren.
Constantin en Iwan Poustochkine richtten in 1935 het Haagse jazzorkest de Swing Papa’s op, een belangrijke bijdrage aan de jazz scene in Den Haag. Constantin Poustochkine. was voor de oorlog redacteur van het Jazzblad de Jazzwereld. Hij was muzikaal coach en inspirator van de band van zijn broer. Zowel voor als na de oorlog verzorgde hij lezingen voor radioprogramma's van de AVRO over jazz. Hij is bekend als jazzcriticus.

## Publicatie
- Het vraagstuk der jazzmuziek, uitgegeven door Kruseman in Den Haag rond 1948

- Bibliothèque nationale de France: cb170719876 (data)
- Digitale Bibliotheek voor de Nederlandse Letteren: pous001
- Gemeinsame Normdatei: 1062802098
- International Standard Name Identifier: 0000 0003 8918 6245
- Library of Congress Control Number: no2015145139
- Nationale Bibliotheek van Polen: a0000002370864
- Nederlandse Thesaurus van Auteursnamen: 069583765
- Virtual International Authority File: 282512490
- WorldCat: E39PBJfRBKVjJkHrTpgPh8hfv3